# Cherry Valley (Illinois)
Cherry Valley és una població dels Estats Units a l'estat d'Illinois. Segons el cens del 2000 tenia 2.191 habitants.

## Demografia
Segons el cens del 2000, Cherry Valley tenia 2.191 habitants, 857 habitatges, i 623 famílies. La densitat de població era de 225 habitants/km².
Dels 857 habitatges en un 33,7% hi vivien nens de menys de 18 anys, en un 63,9% hi vivien parelles casades, en un 5,8% dones solteres, i en un 27,3% no eren unitats familiars. En el 22,9% dels habitatges hi vivien persones soles el 3,4% de les quals corresponia a persones de 65 anys o més que vivien soles. El nombre mitjà de persones vivint en cada habitatge era de 2,55 i el nombre mitjà de persones que vivien en cada família era de 3,02.
Per edats la població es repartia de la següent manera: un 25,4% tenia menys de 18 anys, un 6,8% entre 18 i 24, un 33,9% entre 25 i 44, un 25,8% de 45 a 60 i un 8% 65 anys o més.
L'edat mediana era de 37 anys. Per cada 100 dones de 18 o més anys hi havia 102,5 homes.
La renda mediana per habitatge era de 59.871 $ i la renda mediana per família de 70.833 $. Els homes tenien una renda mediana de 50.943 $ mentre que les dones 29.153 $. La renda per capita de la població era de 23.725 $. Aproximadament el 4,7% de les famílies i el 6,3% de la població estaven per davall del llindar de pobresa.

## Poblacions properes
El següent diagrama mostra les poblacions més properes.